# 斯普林菲爾德 (緬因州)
斯普林菲爾德（英語：Springfield）是一個位於美國緬因州佩諾布斯科特縣的鎮。

## 人口
根據2020年美國人口普查的數據，斯普林菲爾德的面積為99.79平方千米，當中陸地面積為99.66平方千米，而水域面積為0.13平方千米。當地共有人口293人，而人口密度為每平方千米3人。